# Morris Iemma
Moris Iemma (ur. 21 lipca 1961 w Sydney) – australijski polityk, Premier Nowej Południowej Walii od  3 sierpnia 2005 do 5 września 2008 roku z ramienia Australijskiej Partii Pracy. Zrezygnował z funkcji premiera w sierpniu 2008 roku, a jego następcą został Nathan Rees.